# Medaillenspiegel der Olympischen Winterspiele 1928
Diese Tabelle zeigt den Medaillenspiegel der Olympischen Winterspiele 1928 in St. Moritz. Die Platzierungen sind nach der Anzahl der gewonnenen Goldmedaillen sortiert, gefolgt von der Anzahl der Silber- und Bronzemedaillen. Weisen zwei oder mehr Länder eine identische Medaillenbilanz auf, werden sie alphabetisch geordnet auf dem gleichen Rang geführt. Dies entspricht dem System, das vom IOC verwendet wird.
Beim Eisschnelllauf über 500 m wurden zwei Goldmedaillen sowie drei Bronzemedaillen vergeben. Der Lauf über 10.000 m musste abgebrochen werden und wurde nicht gewertet.

## Medaillenspiegel
| Platz | Mannschaft               | Gold | Silber | Bronze | Gesamt |
| ----- | ------------------------ | ---- | ------ | ------ | ------ |
| 01    | Norwegen (NOR)           | 6    | 4      | 5      | 15     |
| 02    | Vereinigte Staaten (USA) | 2    | 2      | 2      | 6      |
| 03    | Schweden (SWE)           | 2    | 2      | 1      | 5      |
| 04    | Finnland (FIN)           | 2    | 1      | 1      | 4      |
| 05    | Frankreich (FRA)         | 1    | —      | —      | 1      |
| 0     | Kanada (CAN)             | 1    | —      | —      | 1      |
| 07    | Österreich (AUT)         | —    | 3      | 1      | 4      |
| 08    | Belgien (BEL)            | —    | —      | 1      | 1      |
| 0     | Deutsches Reich (GER)    | —    | —      | 1      | 1      |
| 0     | Schweiz (SUI)            | —    | —      | 1      | 1      |
| 0     | Tschechoslowakei (TCH)   | —    | —      | 1      | 1      |
| 0     | Großbritannien (GBR)     | —    | —      | 1      | 1      |
|       | Gesamt                   | 14   | 12     | 15     | 41     |

## Medaillenspiegel Demonstrationswettbewerbe*
| Platz | Mannschaft     | Gold | Silber | Bronze | Gesamt |
| ----- | -------------- | ---- | ------ | ------ | ------ |
| 01    | Schweiz (SUI)  | 1    | 1      | 2      | 4      |
| 02    | Norwegen (NOR) | 1    | —      | —      | 1      |
| 03    | Finnland (FIN) | —    | 1      | —      | 1      |
|       | Gesamt         | 2    | 2      | 2      | 6      |

* Zu den Demonstrationswettbewerben gehörten Militärpatrouille und Skijöring.